# Sanã-carijó
Sanã-carijó ou franga-d'água-de-garganta-cinzenta (nome científico: Mustelirallus albicollis) é uma espécie de ave da família Rallidae.
Pode ser encontrada em vários países da América do Sul, dentre eles Argentina, Brasil e Colômbia.

## Subespécies
São reconhecidas duas subespécies:
- Mustelirallus albicollis albicollis (Vieillot, 1819) – ocorre no leste e sul do Brasil, no norte e leste da Bolívia, Paraguai e no extremo norte da Argentina; provavelmente esta subespécie também é encontrada no sudeste do Peru.
- Mustelirallus albicollis typhoeca (J. L. Peters, 1932) – ocorre da Colômbia e Venezuela até as Guianas e no extremo norte do Brasil no estado de Roraima; também ocorre na ilha de Trinidad no Caribe e recentemente foi encontrada no nordeste do Equador (Sucumbíos).